# Raspberry Pi Foundation
A Raspberry Pi Foundation (ou, em português, "Fundação Rasbperry Pi"), é uma organização sem fins lucrativos fundada em 2009 na Inglaterra para estimular o estudo básico de ciência da computação nas escolas, e é responsável pelo desenvolvimento de um computador de placa única chamado Raspberry Pi.